# Marianne Popp
Marianne Popp (* 19. Juli 1949 in Wien) ist eine österreichische Biologin, Biochemikerin und emeritierte Professorin der Universität Wien. Eines ihrer Spezialgebiete ist die Untersuchung der Auswirkungen von Umwelteinflüssen auf den pflanzlichen Stoffwechsel.

## Leben und Wirken
Marianne Popps Vater war Orthopäde, die Mutter brach ihr Chemiestudium ab, als sie heiratete und ihr erstes Kind bekam. Später half sie ihrem Mann in der Praxis.
Popp ging in Wien zur Schule.
Popps ältere Schwester studierte Medizin, und dies wurde auch von Marianne erwartet; sie traf jedoch eine andere Entscheidung, als sie sah, was ihre Schwester für ihre Prüfungen lernen musste.
In den Jahren 1967 bis 1975 studierte Popp Botanik und Biochemie an der Universität Wien. Von 1971 bis 1975 war sie Doktorandin am dortigen Institut für Pflanzenphysiologie bei Professor Kinzel. 1975 erfolgte ihre Promotion zum Thema Mineral- und Säurestoffwechsel einiger Kulturpflanzen bei unterschiedlicher mineralischer Ernährung.
Von 1975 bis 1984 war sie Forschungsassistentin am Institut für Pflanzenphysiologie. 1984 habilitierte sie sich für das Fach der Pflanzenphysiologie an der Universität Wien. Danach war sie Lektorin, bis sie 1994 Professorin für Chemische Physiologie der Pflanzen am Department für Chemische Ökologie und Ökosystemforschung der Universität Wien wurde.
1998/99 war sie Vorständin des Instituts für Pflanzenphysiologie der Universität Wien und 2000 bis 2002 Dekanin der Fakultät für Naturwissenschaften und Mathematik der Universität Wien.

## Forschungsschwerpunkte
Eines der Spezialgebiete von Marianne Popp ist die Untersuchung der Auswirkungen von Umwelteinflüssen
auf den pflanzlichen Stoffwechsel.

## Mitgliedschaften, Fellowships und Ämter
1980 erhielt sie die Schimper-Fellowship of the H. und E. Walter Foundation (BRD) und 1980–1981 war sie Visiting Fellow an der Australian National University bei Professor Osmond. Für 1983 bis 1984 erhielt sie die Fellowship der Emil Boral Foundation. 1983 wurde sie Visiting Fellow am Botanischen Institut der Technischen Universität Darmstadt, bei Professor Ulrich Lüttge. Sie war Visiting fellow an der Australian National University, Canberra, und am Desert Research Institute, University of Nevada, Reno, sowie Gastprofessorin u. a. an der University of Queensland, Brisbane, A.N.U. Canberra.
1997 erfolgte ihre Wahl zum korrespondierenden Mitglied der ÖAW und Mitglied des Vorstandes der Deutschen Botanischen Gesellschaft.
2002 wurde sie zur Vizepräsidentin der österreichischen UNESCO-Kommission ernannt.
2005 übernahm sie das Amt der Präsidentin des Internationalen Botanischen Kongresses. Seit 2006 ist sie außerdem wirkliches Mitglied der ÖAW und Stellvertretende Obfrau der Kommission für Interdisziplinäre Ökologische Studien der ÖAW.

## Auszeichnungen und Ehrungen
1980 wurde Popp mit dem Theodor-Körner-Preis ausgezeichnet.
1998 wurde ihr der Preis der Stadt Wien für Technik und Naturwissenschaften verliehen.
2004 erhielt sie den Wissenschaftspreis des Landes Niederösterreich.

## Sonstiges
Obwohl Popp die Förderung der Molekularbiologie sehr am Herzen liegt, war es ihr als Dekanin ein Anliegen, den traditionellen Schwerpunkten der Biologie ihre Bedeutung an der Fakultät zu erhalten, etwa der Zoologie oder Botanik. Sie hält die Artenkenntnis für eine wichtige Voraussetzung für die Zukunft der Menschheit, weil diese zum Beispiel für die ökologische Ausrichtung der Landwirtschaft unabdingbar sei.

## Schriften (Auswahl)
- Ulrich H.J. Körtner, Marianne Popp (Hg.).: Schöpfung und Evolution, zwischen Sein und Design : neuer Streit um die Evolutionstheorie. Wien Böhlau Verlag, 2007.
- S. C. Clifford, S. K. Arndt, H. G. Jones, Marianne Popp: Mucilages and polysaccharides in Ziziphus species (Rhamnaceae): Localization, composition and physiological roles during drought-stress. In: Journal of Experimental Botany, Band 53(366), 2001, S. 131–138.
- R. Albert, Marianne Popp: Freie Aminosäuren und Stickstoffgehalt in Halophyten des Neusiedlersee-Gebietes. In: Flora, Band 170, 1980, S. 229–239.